# Бургоњ
Бургоњ (фр. Bourgogne) је насељено место у Француској у региону Шампања-Ардени, у департману Марна.
По подацима из 2011. године у општини је живело 1039 становника, а густина насељености је износила 72,25 становника/km².

## Демографија
| 1962. | 1968. | 1975. | 1982. | 1990. | 1999. | 2011. |
| ----- | ----- | ----- | ----- | ----- | ----- | ----- |
| 585   | 585   | 698   | 697   | 858   | 888   | 1.039 |